# Al-Buwajra
Al-Buwajra (arab. البويرة; fr. Bouira) – miasto w północnej Algierii, stolica prowincji Al-Buwajra.
9 czerwca 2008 roku na dworcu autobusowym w wyniku wybuchu bomby zginęło 20 osób.

## Miasta partnerskie
- Roubaix (Francja)